# Omar Daal
Omar Jesús Daal Cordero (Maracaibo, estado Zulia - 1 de marzo de 1972) es un ex lanzador de profesional venezolano, que jugó en las Grandes Ligas de Béisbol durante 11 temporadas (1993 a 2003)  para los Dodgers de Los Ángeles, Expos de Montreal, Azulejos de Toronto, Diamondbacks de Arizona, Filis de Filadelfia y Orioles de Baltimore.
Daal lanzaba una bola rápida que rara vez superó las 85 MPH, un buen cambio y una curva. Cuando tenía control y dominio de sus lanzamientos, podía resultar difícil batearlo.

## Carrera

### En grandes ligas
Comenzó como relevista para los Dodgers, Expos y Blue Jays, entre 1993 y 1997, y luego se convirtió en abridor con los Diamondbacks en 1998. Su mejor temporada fue la de 1999, en la cual estableció  marcas personales con 16 victorias y 148 ponches en 214 2⁄3 entradas.
En 2000, Daal lideró las grandes ligas en derrotas con 19.
El 15 de agosto de 2001, se combinó con sus compañeros lanzadores venezolanos Giovanni Carrara, Kelvim Escobar y Freddy García para ganar en sus respectivas aperturas: Daal, en una victoria de los Filis sobre los Cerveceros, 8–6; Carrara, de los Dodgers, venciendo a Montreal, 13-1; Escobar, de los Azulejos, sobre Oakland, 5-2, y García, de Seattle, contra los Medias Rojas, 6-2. Esta fue la primera vez en la historia de la MLB que cuatro abridores venezolanos lograron una victoria el mismo día.
Antes de la temporada 2003, firmó un contrato de dos años con Baltimore; sin embargo, después de someterse a una cirugía artroscópica en su hombro izquierdo a principios de 2004, estuvo fuera toda la temporada y nunca volvería a aparecer en un juego de Grandes Ligas.
Las estadísticas de la carrera de Daal incluyen un récord de victorias y derrotas de 68-78, con 806 ponches y efectividad de 4,55, en 1.198 entradas lanzadas .

### En Venezuela
En la Liga Venezolana de Béisbol Profesional debutó en 1991, cuando tenía 18 años de edad, con los Leones del Caracas lanzando durante 1 entrada.
Para su segundo torneo lanzó en 46.2 entradas y dejó marca de 2 ganados y 4 perdidos con 5.21 de efectividad. En la 1992/1993 dejó un promedio de carreras limpias permitidas de 2.43 en 43.1 innings con récord de 2-1.
De su mejores campañas destaca la 1994/1995 al lanzar 94.2 entradas y dejar balance de 6-2.
Recibió el galardón Pitcher del Año en las temporadas 1995-1996 y 1996-1997, en las que logró 19 victorias y sólo 3 derrotas, y 1.68 y 1.49 de efectividad. Su WHIP en el segundo de esos torneos fue de 1.06 
Daal tiene en su haber varios lideratos entre los lanzadores de la liga venezolana: Más victorias (10 en la 95-96, y 9 en la 96-97), más ponches propinados (67 en la 94-95, y 73 en la 95-96). En semifinales acumula un total de 8 victorias por 7 derrotas, con 3.00 de efectividad y 100 ponches propinados en 132 innings de labor. En etapa de final, tuvo su mejor desempeño en la 96-97 en que trabajó 15 episodios, permitió 9 hits y 3 carreras limpias, mientras abanicó a 8.
Actualmente, Daal entrena a dos equipos de béisbol de clubes, East Valley Scrapper's en Mesa, Arizona .